# Isla Cocos (Guam)
Isla Cocos o Isla Dano (en chamorro: Islan Dåno; en inglés: Cocos Island) es una isla a una milla (1,6 kilómetros) de la punta sur del territorio de Guam, que se encuentra dentro de la Barrera de Coral Merizo, y es parte de la municipalidad de Merizo. La isla está deshabitada, tiene 1600 metros (5200 pies) de largo en dirección suroeste-noreste, pero solo entre 200 metros (660 pies) y 300 metros (980 pies) de ancho, con una superficie de 386 303 metros cuadrados (0,38 kilómetros cuadrados). Se asienta sobre el borde del arrecife de coral del suroeste, en la Laguna de Cocos.
La costa oeste de la isla es parte de un complejo hotelero. El lado este es parte de las tierras propiedad pública del Sistema de Parques Territoriales. Los ferris llegan a Merizo, en la isla principal de Guam.
Las pruebas militares en territorio de la Isla del Coco a fines de 2005 mostraron niveles de contaminación de PCB 4900 veces mayores que el nivel federal de EE. UU. recomienda.